# Hydroptila curvata
Hydroptila curvata är en nattsländeart som beskrevs av Bueno-soria 1984. Hydroptila curvata ingår i släktet Hydroptila och familjen smånattsländor. Inga underarter finns listade i Catalogue of Life.